# Lönnflikvinge
Lönnflikvinge (Ptilodon cucullina) är en fjärilsart som först beskrevs av Michael Denis och Ignaz Schiffermüller 1775.  Lönnflikvinge ingår i släktet Ptilodon, och familjen tandspinnare. Arten har ej påträffats i Sverige.

## Bildgalleri

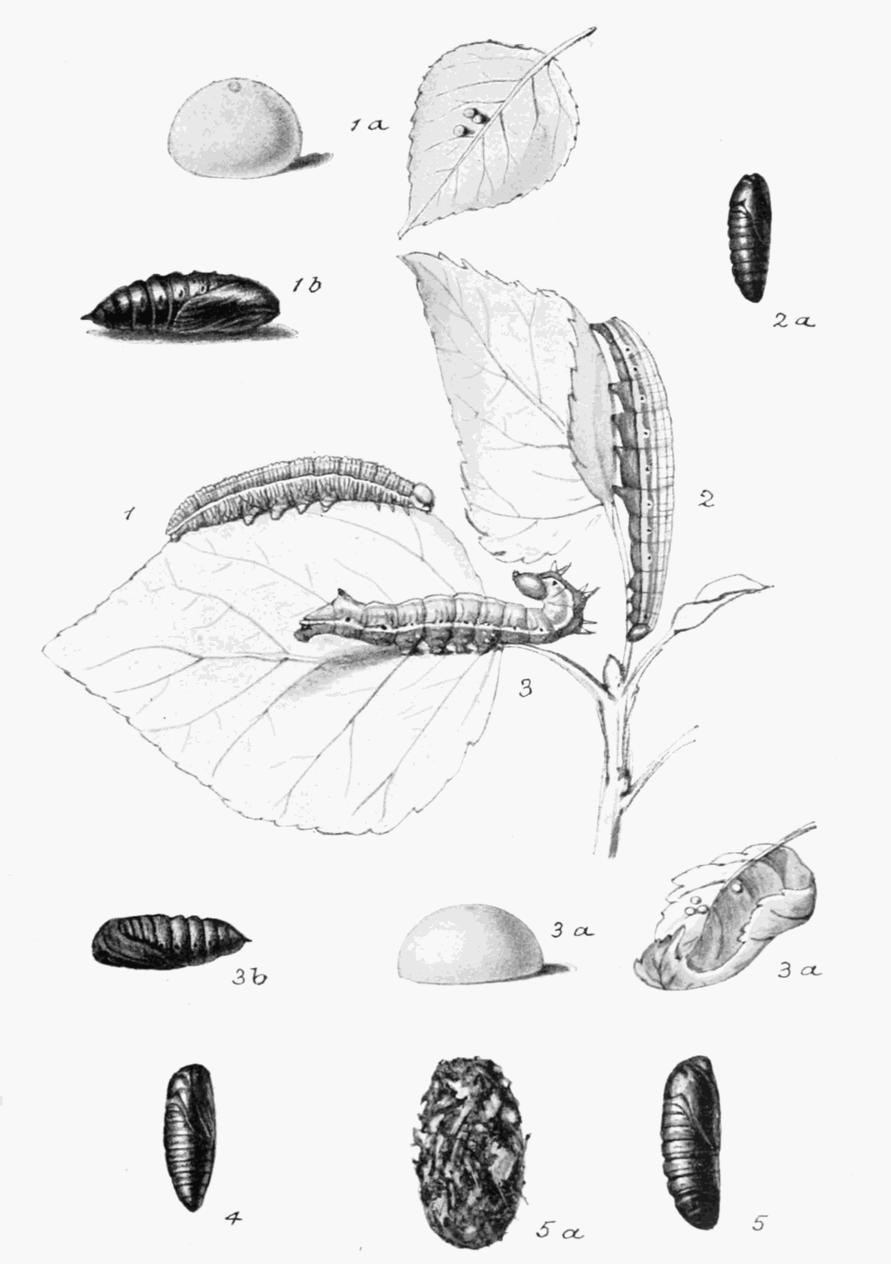
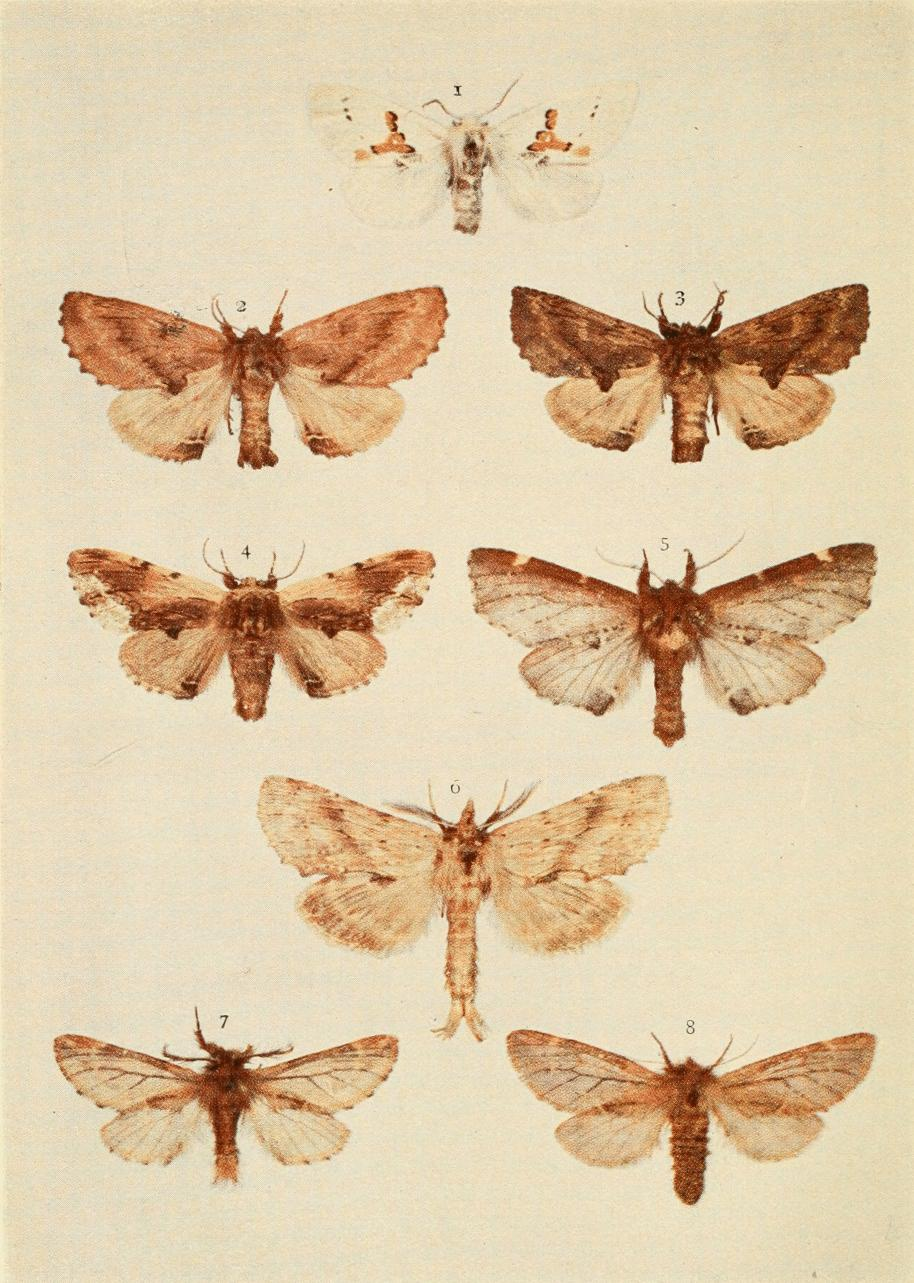
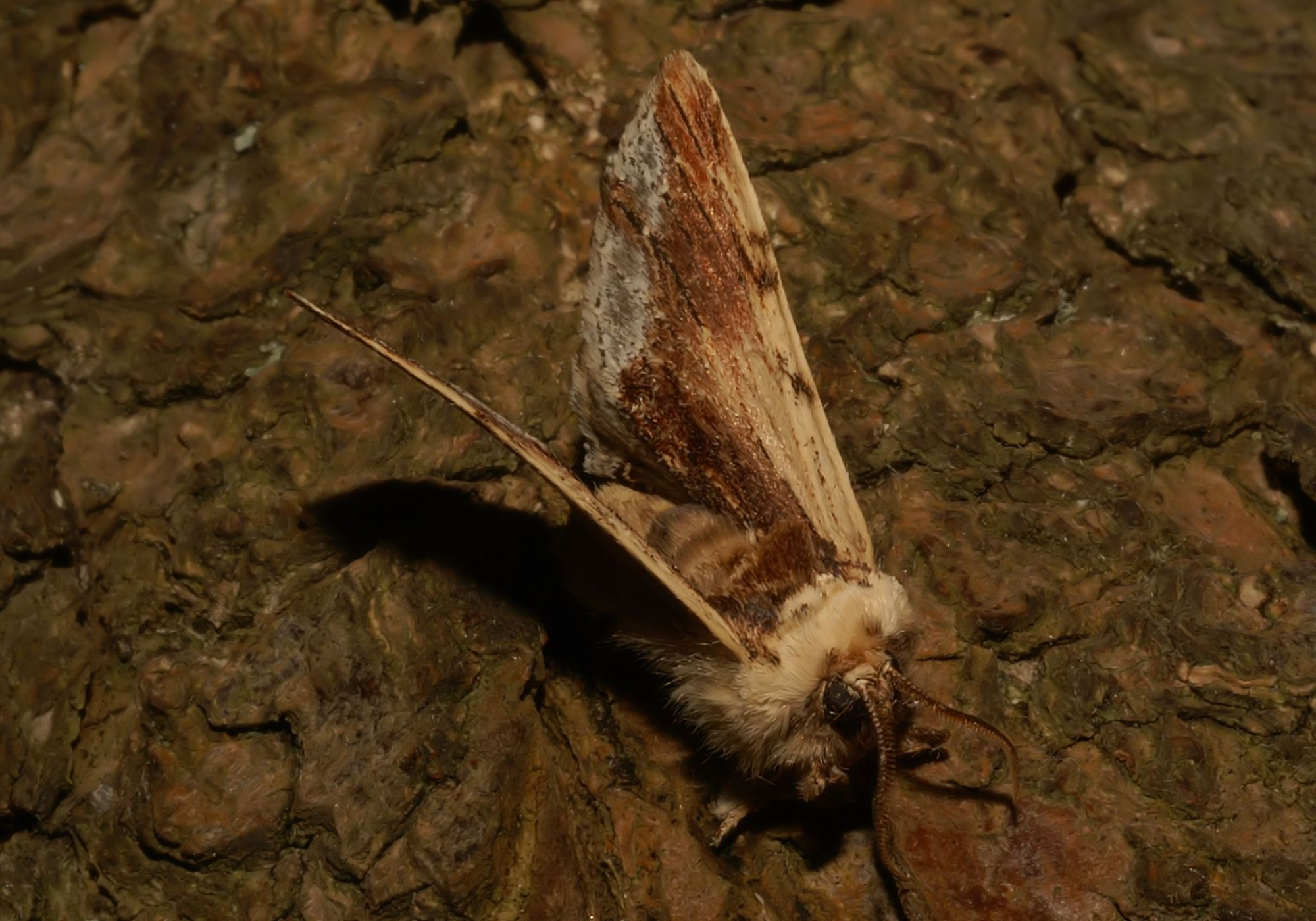
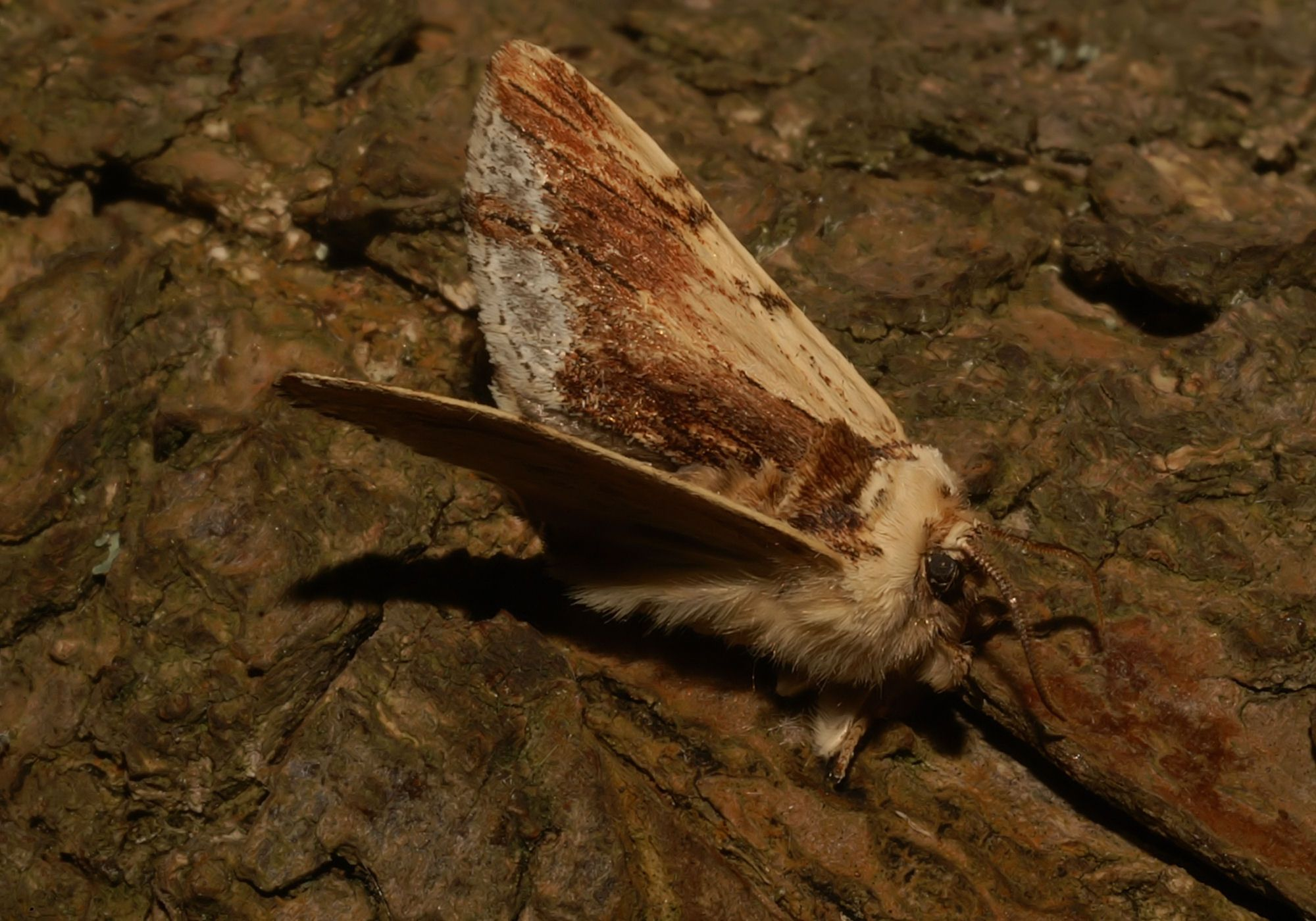
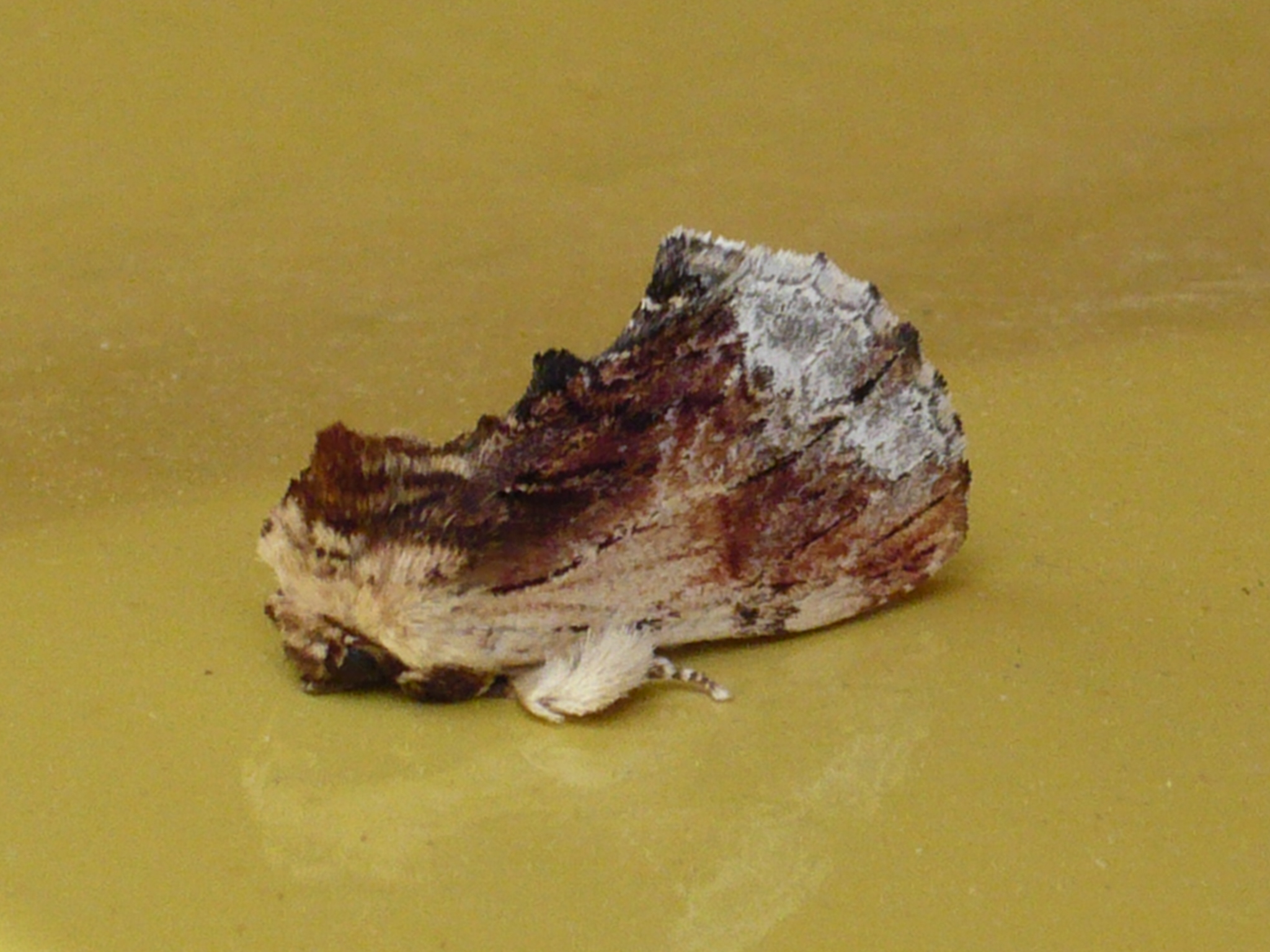